# RTV Sarajevo
Radio-televizija Sarajevo je bila nacionalno radiodifuzno preduzeće SR Bosne i Hercegovine, odnosno jedna od ukupno osam radio-televizijskih kuća tadašnjeg emiterskog sistema Jugoslovenske radio-televizije. Osnovana je sredinom 1960-ih u Sarajevu kao republička radio-televizijska kuća za Bosnu i Hercegovinu. 
Potiče od Radio Sarajeva koji je s radom započeo 10. aprila 1945. godine, čuvenim riječima prvog spikera i tehničara Đorđa Lukića Cige „Ovdje Radio Sarajevo! Smrt fašizmu — sloboda narodu!”. Godine 1969. sa radom počinje i TV Sarajevo. Oba medija bila su znak posebnosti i državnosti Bosne i Hercegovine, a za njihovo osnivanje su najzaslužniji bosanski političari Hamdija Pozderac i Branko Mikulić. U bivšoj Jugoslaviji je program TV Sarajevo stekao popularnost 1980-ih zabavnim emisijama, među kojima se najviše ističe Top lista nadrealista.
Od 1992. godine, Radio-televizija Sarajevo je i službeno nacionalna RTV kuća Bosne i Hercegovine, poznata pod imenom „Radio-televizija Bosne i Hercegovine” (RTVBiH), koja je od prije par godina i javni RTV servis za teritoriju čitave BiH. Radio-televizija Bosne i Hercegovine (ili Javni radio-televizijski servis Bosne i Hercegovine, PBSBiH) članica je „Evrovizije”, evropske unije javnih i nacionalnih kuća.